# Reichsmuseum für Gesellschafts- und Wirtschaftskunde

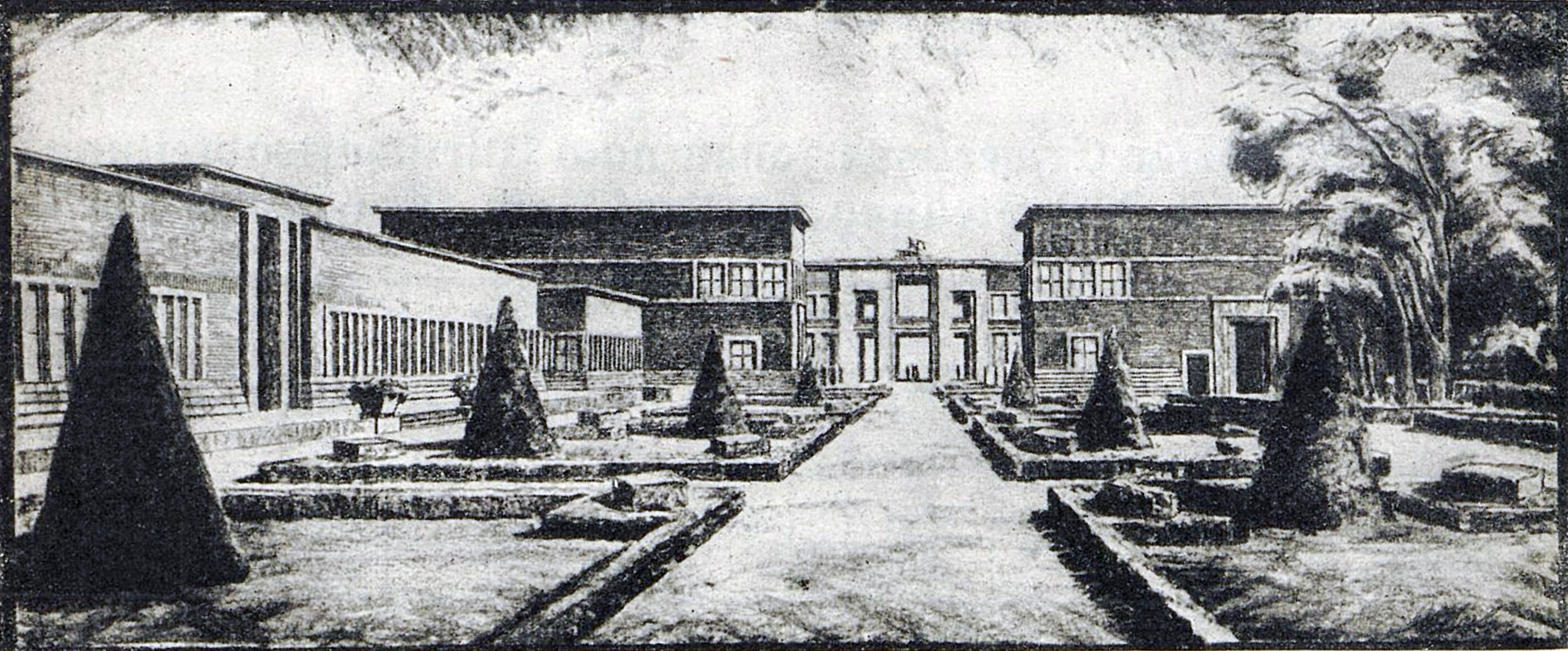
Reichsmuseum für Gesellschafts- und Wirtschaftskunde (links) im Museumsensemble am Ehrenhof in Düsseldorf

Das Reichsmuseum für Gesellschaft- und Wirtschaftskunde, ab 1934 Reichswirtschaftsmuseum Volk und Arbeit, ab 1947 Landesmuseum Volk und Wirtschaft, war von 1926 bis in die 1990er Jahre ein Museum für Wirtschaft und Gesellschaft in Düsseldorf.

## Geschichte

### Reichsmuseum für Gesellschafts- und Wirtschaftskunde
Nachdem die Große Ausstellung Düsseldorf 1926 für Gesundheitspflege, soziale Fürsorge und Leibesübungen (GeSoLei), die größte Messe der Weimarer Republik, im Oktober 1926 ihre Pforten geschlossen hatte, gründete sich auf Anregung des Ingenieurs Oskar von Miller am 19. November 1926 im Industrie-Club Düsseldorf unter Führung des Sozialhygienikers Arthur Schloßmann ein Verein, der ein GeSoLei-Ausstellungsgebäude am Ehrenhof, das heute als NRW-Forum Düsseldorf bekannt ist, für die Errichtung eines Wirtschaftsmuseums nutzen wollte. Als ein Vorbild diente das 1924/1925 von Otto Neurath initiierte Gesellschafts- und Wirtschaftsmuseum Wien. Der Düsseldorfer Oberbürgermeister Robert Lehr (ab 1929 DNVP) unterstützte das Vorhaben ebenso wie Max Schlenker, der Geschäftsführer des Vereins zur Wahrung der gemeinsamen wirtschaftlichen Interessen in Rheinland und Westfalen, Ernst Poensgen, der Vorsitzende des Vereins Deutscher Eisen- und Stahlindustrieller, Hans Eltze, der Generaldirektor von Rheinmetall, und Joseph Wilden, Syndikus der Industrie- und Handelskammer zu Düsseldorf. Auch die Reichsregierung und der Freistaat Preußen traten dem Vorhaben bei, indem sie zwei Kommissare in den Vereinsvorstand entsandten und dem Museum so zum Titel „Reichsmuseum“ verhalfen.
Das neue Museum sollte dazu dienen, die volkswirtschaftlichen Kenntnisse „breitester Bevölkerungsschichten“ zu verbessern und damit „einem der drängendsten Bedürfnisse der Zeit“ zu entsprechen. Als neuartiger Typ eines Gegenwartsmuseums versuchte es, umstrittene Fragen des Wirtschafts- und Gesellschaftslebens volkspädagogisch zu klären. Als es am 23. Juni 1928 eröffnet wurde, waren Schloßmann der Museumsleiter und Marta Fraenkel die Generalkustodin. Das Museum konnte auf keine Sammlung zurückgreifen, sondern musste seine Exponate selbst herstellen. Es gruppierte in offener, lehrbuchartiger Form einzelne Themengebiete und arrangierte zusätzliche Ausstellungsflächen für aktuelle Sonderschauen. Während in der Eingangshalle politisches Tagesgeschehen, etwa Reichstagswahlen, behandelt wurde, konnten im linken Flügel gesellschaftskundliche Abteilungen mit den Themen „Bevölkerungswesen“, „Bilder aus der Geschichte der menschlichen Arbeit“, „Die Stellung der Ehe- und Hausfrau im Wandel der Zeiten“ und „Internationale Arbeitsfürsorge“ besichtigt werden. Im rechten Flügel und im oberen Stockwerk des Museums lagen die wirtschaftskundlichen Abteilungen „Stahl und Eisen“, „Verkehr“ und „Die deutsche Rationalisierungsbewegung“. Daran schloss sich im ersten Stock die landwirtschaftliche Sondergruppe „Die Nahrungsmittelversorgung Deutschlands“ an.
Ab 1929 wurde unter dem Eindruck der Weltwirtschaftskrise eine inhaltliche und didaktische Neuorientierung der Ausstellung vollzogen. Dazu gehörte auch die von Max Hahn kuratierte Ausstellung „Das deutsche Volk und die Reparationen“, die das Thema der Reparationen, die dem Reich und seiner Wirtschaft nach dem Dawes-Plan und dem Young-Plan auferlegt waren, behandelte.

### Reichswirtschaftsmuseum Volk und Arbeit
Max Schlenker, der nach Schloßmanns Tod 1932 die Geschäftsführung des Museumsvereins übernommen hatte, gab im Sommer 1933 den Vorsitz und die Geschäftsführung des Museums auf. Oberbürgermeister Hans Wagenführ (NSDAP) und sein Kulturdezernent Horst Ebel übernahmen im August 1933 kommissarisch den Vorsitz beziehungsweise die Geschäftsführung. Ebel stellte im November 1933 fest, dass die Abteilung „Bevölkerungskunde“ den nationalsozialistischen Ansprüchen nicht genüge und beauftragte den Leiter des Rasse- und Siedlungsamtes der SS im Abschnitt V, Major Manfred von Knobelsdorff, mit einer Neubearbeitung. Die neue, von dem Anthropologen Hans Rhoden und dem „Rassehygieniker“ Friedrich Erhard Haag kuratierte Ausstellung wurde am 24. November 1934 eröffnet. Zuvor hatte eine „Ostraum“-Wanderausstellung des Volksbundes für das Deutschtum im Ausland ab dem 1. Mai 1934 der Öffentlichkeit die Idee einer völkisch begründeten Revision der deutschen Ostgrenze mit einer territorialen Expansion des Reiches nahegebracht. Im Dezember 1934 konnte Oberbürgermeister Wagenführ Carl Arnhold als neuen Museumsleiter verpflichten. Gleichzeitig erfolgte die programmatische Umbenennung des Museums in „Reichswirtschaftsmuseum Volk und Arbeit“. Als Ausstellungsprojekt verwirklichte Arnhold eine Sonderschau der Deutschen Arbeitsfront mit dem Titel „Der berufstätige Mensch in der deutschen Wirtschaft“, die am 26. November 1935 eröffnet wurde. 1936 wurde der Posten eines Museumsdirektors geschaffen und mit dem Ingenieur Hanns Biberger, einem früheren Mitarbeiter von Oskar von Miller, besetzt. Dieser hatte sich 1934 durch eine volkswirtschaftliche Ausstellung des Vereins Deutscher Ingenieure auf der Berliner Propagandaschau „Deutsches Volk – Deutsche Arbeit“ einen Namen gemacht. Er führte den Umbau des Museums auf dem von Arnhold eingeschlagenen Weg fort. Nach seiner Auffassung hatte das Museum „die Aufgabe, nicht die verschiedenen Theorien der Schul-Nationalökonomie zu zergliedern, sondern die nationalsozialistische Wirtschaftsauffassung eindeutig zu schildern“. Einen Monat nach Beginn des Zweiten Weltkriegs begann Biberger mit dem Aufbau einer kriegswirtschaftlichen Abteilung, die im Januar 1940 unter dem Titel „Technik, Wirtschaft und Reichsverteidigung“ der Öffentlichkeit übergeben wurde. Im Juni 1943 traf eine Bombe das Museumsgebäude und zerstörte die Ausstellung nahezu vollständig. Ab Sommer 1944 wurden in dem leerstehenden Gebäude italienische Zwangsarbeiter, ehemalige Angehörige der italienischen Armee, einquartiert, während auf dem Dach ein Flugabwehrgeschütz montiert war.

### Landesmuseum Volk und Wirtschaft
Als im Sommer 1945 die Stadtverwaltung unter Wilhelm Füllenbach bereits daran dachte, das Museum aus Kostengründen abzuwickeln, kehrte Biberger, über dessen Verbleib zunächst nichts bekannt gewesen war, nach Düsseldorf zurück und entfaltete mit Unterstützung von Robert Lehr, der nun Oberpräsident der Provinz Nordrhein geworden war, eine rege Tätigkeit zur Weiterführung des Museums. Dabei ging er zunächst von der Überlegung aus, dass sich Deutschland ökonomisch nur auf Landwirtschaft und Handwerk würde stützen können. Auch der CDU-Politiker Karl Arnold unterstützte Bibergers Neuanfang, der 1947 mit finanzieller Hilfe durch das Land Nordrhein-Westfalen und durch Gründung des Vereins „Landesmuseum Volk und Wirtschaft“ Gestalt annahm. Nach einer dreijährigen Aufbauphase konnte Biberger das Museum am 9. Dezember 1951 eröffnen. Weitgehend nach dem Vorbild aus der Zeit der Weimarer Republik ausgerichtet, sollte das Museum nun wieder auf
wissenschaftsorientierter Grundlage und in lehrbuchartigem Aufbau ein Garant für Sachlichkeit und Objektivität sein. Eine Neuerung und Erweiterung der Darbietungsformen kam durch die Erprobung ganzheitlicher Rauminszenierungen zum Tragen, etwa durch eine Bauernstube, einen Fabrikeingang und ein Steinkohle-Schaubergwerk im Keller. Das Museum entwickelte sich inhaltlich stärker zu einem Technik- und Industriemuseum, indem neben Einzelgruppen zu Landwirtschaft, Bevölkerung und Verkehr besonders die industrielle Produktion unter den Titeln „Die Maschine im Leben des Volkes“, „Nichteisenmetalle in der Wirtschaft“, „Kohle in der Wirtschaft“ sowie „Eisen und Stahl in der Wirtschaft“ thematisiert wurde. Das neue Museum war zunächst ein großer Publikumserfolg und erreichte 1955 die Rekordmarke von 100.000 Besuchern. Doch wie bei seinen Vorgängern ließ das Interesse bald nach. Bis 1960 sank die jährlich Besucherzahl auf 29.633 Personen ab. Museumsleiter Hanns Biberger wurde 1958 entlassen. Das Museum bestand noch bis zum Beginn der 1990er Jahre. Nach einer Sanierung wurde sein Gebäude am 9. Oktober 1998 mit einem neuen musealen Konzept als NRW Forum Kultur und Wirtschaft neu eröffnet.